# تابع گاوسی

نمودارهایی از این نوع توابع با ضرایب ثابت دیگر

در ریاضیات، تابع گاوسی (نام‌گذاری شده به نام کارل فریدریش گاوس) تابعی‌ ست به شکل نمایی که به صورت زیر تعریف می‌شود:
{\displaystyle f(x)=ae^{-{\frac {(x-b)^{2}}{2c^{2}}}}}
که در آن، b , a و c ضرایب ثابت حقیقی و e عدد اویلر است. شکل این تابع زنگوله‌ای متقارن است که به‌سرعت به صفر نزول می‌کند. ثابت a تعیین‌کنندهٔ ارتفاع قلهٔ منحنی، b تعیین‌کنندهٔ محلّ مرکز قلّه و c (انحراف معیار) تعیین‌کنندهٔ میزان کشیدگی یا پهن شدگی زنگوله است.
تابع گاوسی در علوم احتمال، آمار، هوش مصنوعی و به‌ویژه در توزیع نرمال استفادهٔ فراوان دارد.